# Rasta

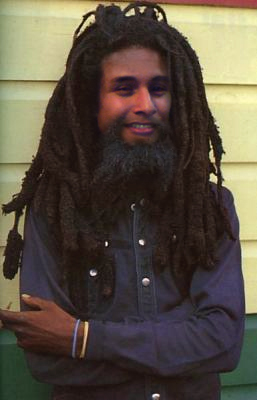
Jove portant rastes.

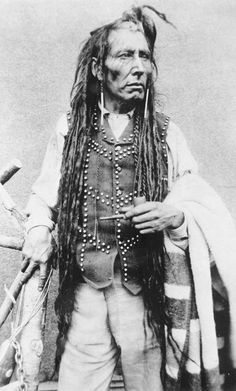
Cap cree Pitikwahanapiwiyin amb els cabells trenats. 1885.

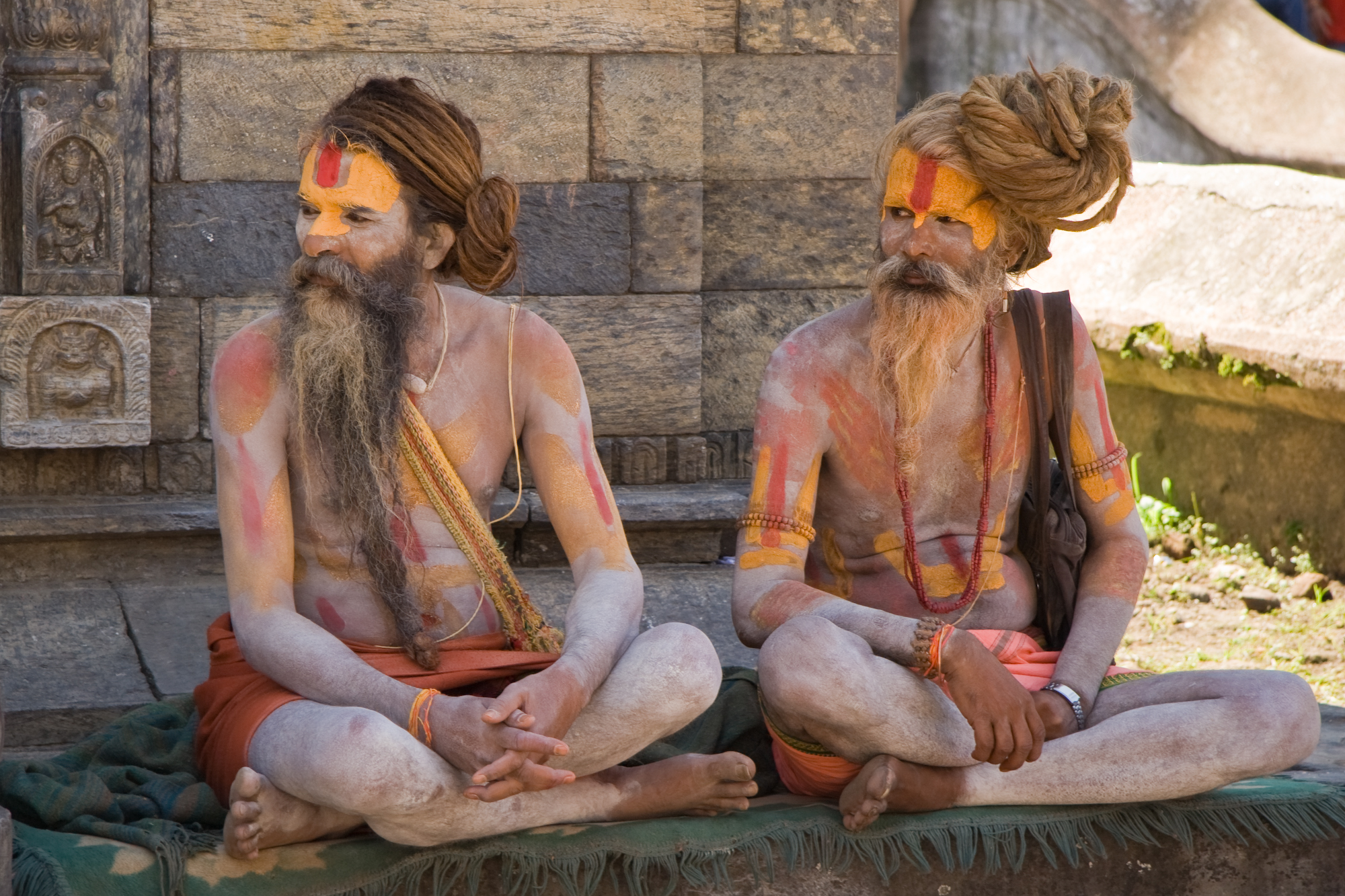
Dos sadhus (monjos ascètics) amb els cabells amb estil tradicional jaṭā.

Les rastes o dreadlocks són un tipus de pentinat format per cabell embullat i teixit, característic dels rastafaris. De vegades, les persones que porten rastes són rastafaris, però no ha d'associar-se directament el pentinat amb la cultura rastafari, ja que persones de molts grups ètnics han usat rastes en el transcurs de la història, incloent molts grups ancestrals com els pobles semites de l'Orient Pròxim i Àsia Menor, els maoris de Nova Zelanda, els massais a Àfrica oriental, i alguns sadhus, alguns sufís i alguns faquirs de l'Índia, Nepal i Pakistan.

## Història
Els primers exemples coneguts de rastes es remunten a Àfrica oriental i algunes parts d'Àfrica del Nord. Els homes massais ―que es troben a les regions del nord de Tanzània i el sud de Kenya― porten rastes amb un tint de color vermell extret de la terra. Es desconeix des de quan van començar aquesta tradició.
A l'Antic Egipte van existir exemples d'egipcis que feien servir pentinats o perruques d'estil aparentment rasta que han aparegut en baixos relleus, estàtues i altres artefactes. Restes momificades dels antics egipcis amb el seu pèl retorçat, així com perruques amb rastes han estat recuperades de diversos jaciments arqueològics.
El déu hinduista Xiva i els seus seguidors es descriuen en les escriptures amb l'ús de yataa, que significa ‘trena’ o més possiblement ‘cabell llarg embullat’. Aquesta paraula yatà possiblement deriva de la paraula dravidiana sadai, que significa girar o embolicar. Al Carana-vyuja  es descriu el yatáa, un tipus de  patha  -o ordenament de el text de l' Rig-veda  (el text més antic de l'Índia, de mitjans del segon mil·lenni a. C.) - fins i tot més artificial que l'ordenament krama. En el vers trenat, cada parell de paraules es repeteix dues vegades i una d'aquestes repetició es pronuncia invertida.
Els grecs, pobles de l'Oceà Pacífic, el poble Naga i diversos grups de ascetes en diverses religions de vegades han fet servir el seu pèl retorçat, inclosos els monjos de l'Església Ortodoxa Etíop Tewahedo, els nazireus del judaisme, qalandari sufíes, sadhus de l'hinduisme i el dervix de l'Islam, entre d'altres. Els primers cristians també podrien haver portat aquest estil de pentinat. Destaquen les descripcions de Jaume el Just, primer bisbe de Jerusalem, que feia servir "rastes" fins als seus turmells.
Sacerdots asteques precolombins van ser descrits en els còdexs asteques (incloent el Còdex Durán, el Còdex Tudela i el Còdex Mendoza) amb l'ús del seu pèl intacte, la qual cosa els permetia créixer llarg i embullat.
Al Senegal, el xeic Ibra Fall ―fundador de la secta «baye Fall»― va popularitzar l'estil ocupat per les rastas i els vestits multicolors com si es tractés d'un detall místic.
Els guerrers de les tribus fullani, wòlofs, sereres i mandika utilitzen trenes en la joventut, que en la vellesa es converteixen en rastes.
A Jamaica el terme rasta es va registrar per primera vegada en la Dècada del 1950 com a terme per descriure als "joves negres de la fe", una secta antecessora dels rastafaris, que va sorgir entre els pobres marginats de Jamaica els anys trenta, quan van deixar de copiar l'estil particular del pèl de l'emperador Haile Selassie d'Etiòpia ―que es considerava una reencarnació de Jesucrist―, i en el seu lloc van començar a fer servir rastes. Es deia que el portador va viure un "temor" en vida o una vida en la qual va témer a Déu, la qual cosa va donar a llum a les seves rastes, el nom modern d'aquest estil antic.
Molts rastafaris acrediten les seves rastes com una dedicació i pacte amb Déu, a qui els rastafaris anomenen "Jah", que és un abreujament de la divinitat jueva "Jehovà", així com als tres vots nazireus, que apareixen en el Llibre dels Nombres, el quart llibre de la Bíblia.
El cabell embullat es considera la protesta de la raça. Molts dels seguidors de Haile Selassie no tenen el pèl llarg i embullat perquè consideren que no és necessari i que la protesta es troba a l'interior.
No se sap amb certesa quan neix aquest pentinat, però es pot afirmar que és molt usat a l'Àfrica i l'Índia. A l'Àfrica és utilitzat pels rastafaris i a l'Índia pels Sadhus ("Homes sagrats"). Els rastafari les fan servir guiant-se en passatges de l'antic testament - Levític 21:5 -, que diu: "No faran calvície en el seu cap...". Les rastes es van donar a conèixer en forma massiva pel músic de reggae Bob Marley (1945-1981), que cridava l'atenció a causa de la seva cabellera.
Per protegir aquest pentinat, els rastafaris utilitzen boines, que anomenen «tam».
Per a les persones amb cabell mota és simple fer rastes, ja que n'hi ha prou amb fregar entre els palmells el floc de cabell i es formen. Per a les persones que no tinguin cabell mota és més complicat i moltes vegades es necessita passar per un procés treballat per professionals per aconseguir un bon resultat.
Malgrat ser populars, encara la societat segueix veient mites en les rastes, així com un freqüent problema amb les autoritats policials a causa de la seva estètica.

## Procediment i cures
Les rastes són bàsicament cabell teixit i embullat per donar-li forma de tub, d'un gruix variable. La forma més comuna de fer-les, encara que existeixen altres mètodes, és la següent:
1. Se secciona el cabell, separant els blens de cabell que es vol fer rasta. És recomanable que les seccions comencin de la base en el cap i que la base de cada blé sigui de forma quadrada, triangular o circular.
2. S'embulla el blé amb ajuda d'una pinta, passant la pinta de baix cap a dalt per començar a donar forma, embullant-ho.
3. Ja que s'ha fet més ferm i circular la base, es pren el cabell i s'embolica cap a un costat, després es divideix en dos fins a l'arrel formant una espècie de nus. Es repeteix aquest pas fins a arribar a la punta tractant d'estrènyer els nusos el més possible.
4. Una vegada que es té la forma base es teixeixen els cabells que estiguin sortits cap a dintre amb ajuda d'un ganxet de teixir del número 10 o 8. Es travessa la rasta amb el ganxo i en el costat que surt del ganxo s'embulla el cabell des d'on surt per després ficar-lo a la rasta fins que no quedin cabells sortits. S'ha de fer atapeït i anar canviant els costats per aconseguir una forma cilíndrica i regular.
5. Finalment es frega la rasta amb les mans d'un costat cap a l'altre, per aplacar el cabell que sobresurt i aplacar-ho en la rasta.

Si el cabell de la persona és molt llis, es recomana rentar-lo abans amb sabó de pasta perquè el cabell perdi humitat i la rasta es formi més fàcilment.
Per mantenir unes bones rastes netes, és molt bo rentar les arrels amb sabó de coco, no serà necessari rentar-les al llarg ja n'hi ha prou amb l'aigua amb sabó que els caigui. No s'ha d'usar condicionador perquè les desfà. Sobretot en els primers dies s'han d'arreglar contínuament les rastes, teixint els cabells sortints per evitar que s'embullin entre si.
Les rastes evolucionen amb el temps, així que s'ha de ser pacient, ja que es van desenvolupant per obtenir el resultat desitjat. Quan vagi creixent el cabell serà necessari teixir les arrels, i s'han de fregar com en el pas 5 molt freqüentment per conservar la forma.